# Billom
Billom là một xã ở tỉnh Puy-de-Dôme trong vùng Auvergne-Rhône-Alpes miền trung nước Pháp. Xã này nằm ở khu vực có độ cao tử 345-563 mét trên mực nước biển.
Đây là nơi sinh của nhà triết học Georges Bataille.